# الأمانة (مسلسل)
الأمانة، مسلسل دراما تركي وأحد أشهر الأعمال الفنية التركية، إنتج عام 2014.

## القصة
تدور الأحداث حول قصة الضابط مراد الذي يحب عمله ويؤديه بكل تفانٍ واتقان، في يوم من الأيام يتورط بقتل شخص عن طريق الخطأ، ويتألم كثيراً بسبب تلك الحادثة، ويعلم أن للشخص زوجة أصبحت أرملة بسببه، لذا يجد نفسه مسؤولاً عن زوجة القتيل «زيلا» الفتاة اليتيمة وتنشأ بينهما قصة عشق تواجه العديد من المصاعب والمخاطر.

## ابطال المسلسل
- نهان باليالي
- محمد عاكف الاكورت
- اوزليم يلماز